# Ogród botaniczny w Gandawie
Ogród botaniczny w Gandawie (niderl. Plantentuin Universiteit Gent) – ogród botaniczny zlokalizowany w belgijskiej Gandawie. Zajmuje 2,75 hektara powierzchni i posiada ponad 10.000 gatunków roślin.
Ogród botaniczny założono w mieście w innej lokalizacji w 1794 (od 1804 był własnością miejską, a od 1815 – uniwersytecką). W 1903 przeniesiono go w obecne miejsce, a w latach 30., 60. i 70. XX wieku sukcesywnie rozbudowywano np. o kolejne szklarnie. Obecnie na terenach założenia znajdują się cztery duże szklarnie ogólnodostępne, dwadzieścia mniejszych (ściśle naukowych), palmiarnia, arboretum, ogród skalny, sekcja systematyczna, dział roślin leczniczych, warzywniak oraz sekcja roślin wodnych i nawodnych. Licznie reprezentowane są rośliny ciepłolubne. Prowadzony jest bank nasion.